# イギリスのナショナリズム

統合の象徴であるユニオン・ジャック

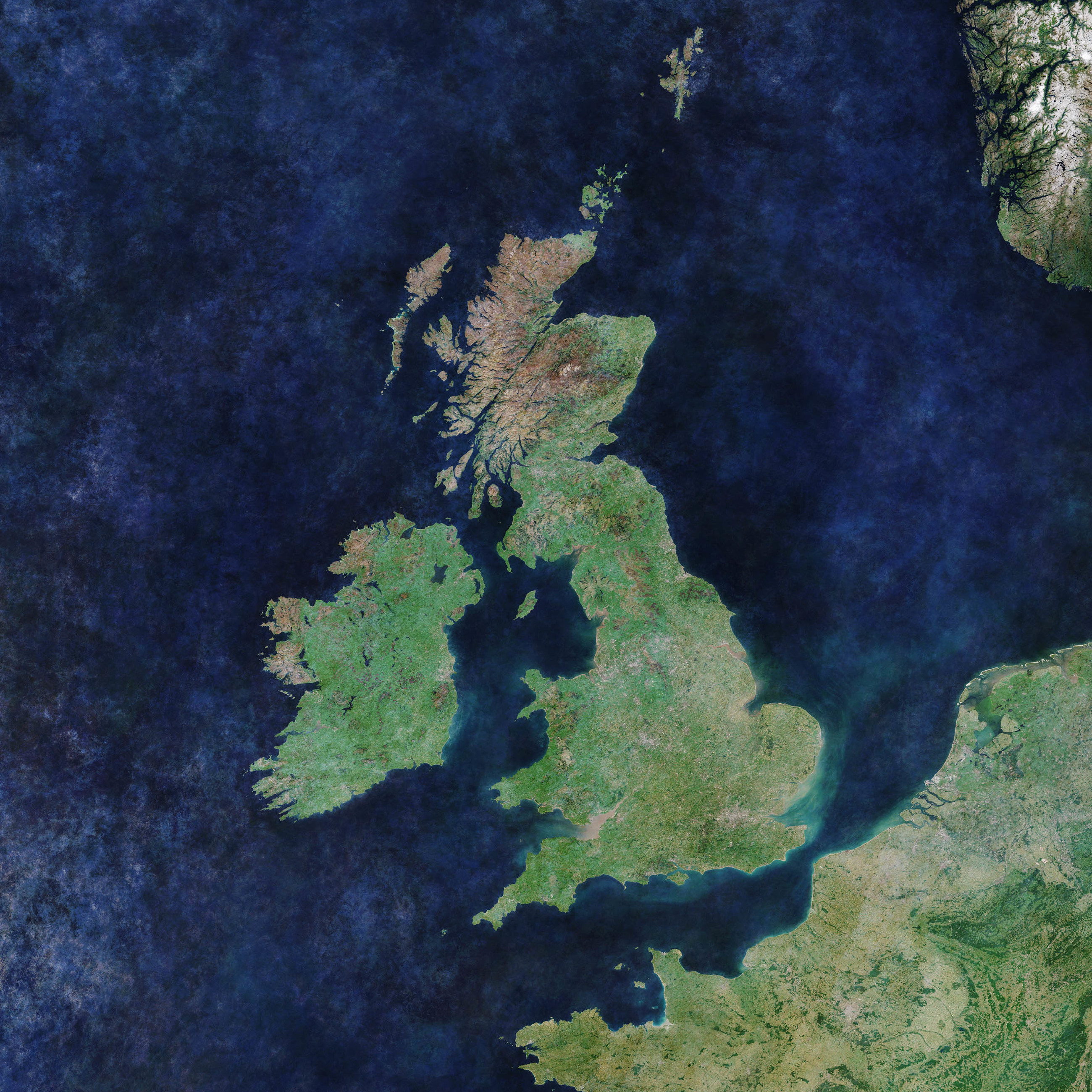
グレート・ブリテンとアイルランドの衛星写真

イギリスのナショナリズム（British nationalism）は、イギリス人（British）が一つのネイションであることを主張し、イギリス人の文化的統一を推進する立場。イギリス人には、イングランド人、スコットランド人、ウェールズ人、アイルランド人（北アイルランドとグレートブリテンの両方に住んでいる人々、そして歴史的にアイルランドがイギリスの中にあったときはアイルランド全体に住んでいた人々）が含まれる。

## 参考

### Bibliography
- Miller, William Lockley (2005), “Anglo-Scottish Relations from 1900 to Devolution and Beyond”, Proceedings of the British Academy (Oxford University Press) 128, ISBN 978-0-19-726331-0
- Motyl, Alexander J. (2001). Encyclopedia of Nationalism, Volume II. Academic Press. ISBN 0-12-227230-7
- Smith, Michael; Smith, Steve; White, Brian (1988), British foreign policy: tradition, change, and transformation, Routledge, ISBN 978-0-04-327081-3